# Älvåker
Älvåker är en stadsdel i norra Karlstad.